# Nuovo Borgo Sant'Elia
Nuovo Borgo Sant'Elia è un quartiere di Cagliari di 4 749 abitanti. Confina con La Palma a nord-est e il Quartiere del Sole a sud-ovest, separati dal viale Poetto, e con Borgo Sant'Elia tramite l'omonima via.

## Territorio
È delimitato a nord dal canale di San Bartolomeo e a ovest si affaccia sul mare. Un tempo era tagliato in due dal canale dei Pescatori del quale oggi rimane soltanto il piccolo porto, era poi ricco di paludi salmastre scomparse dopo la bonifica del suolo effettuata contestualmente all'urbanizzazione, all'inizio degli anni 1970.

## Storia

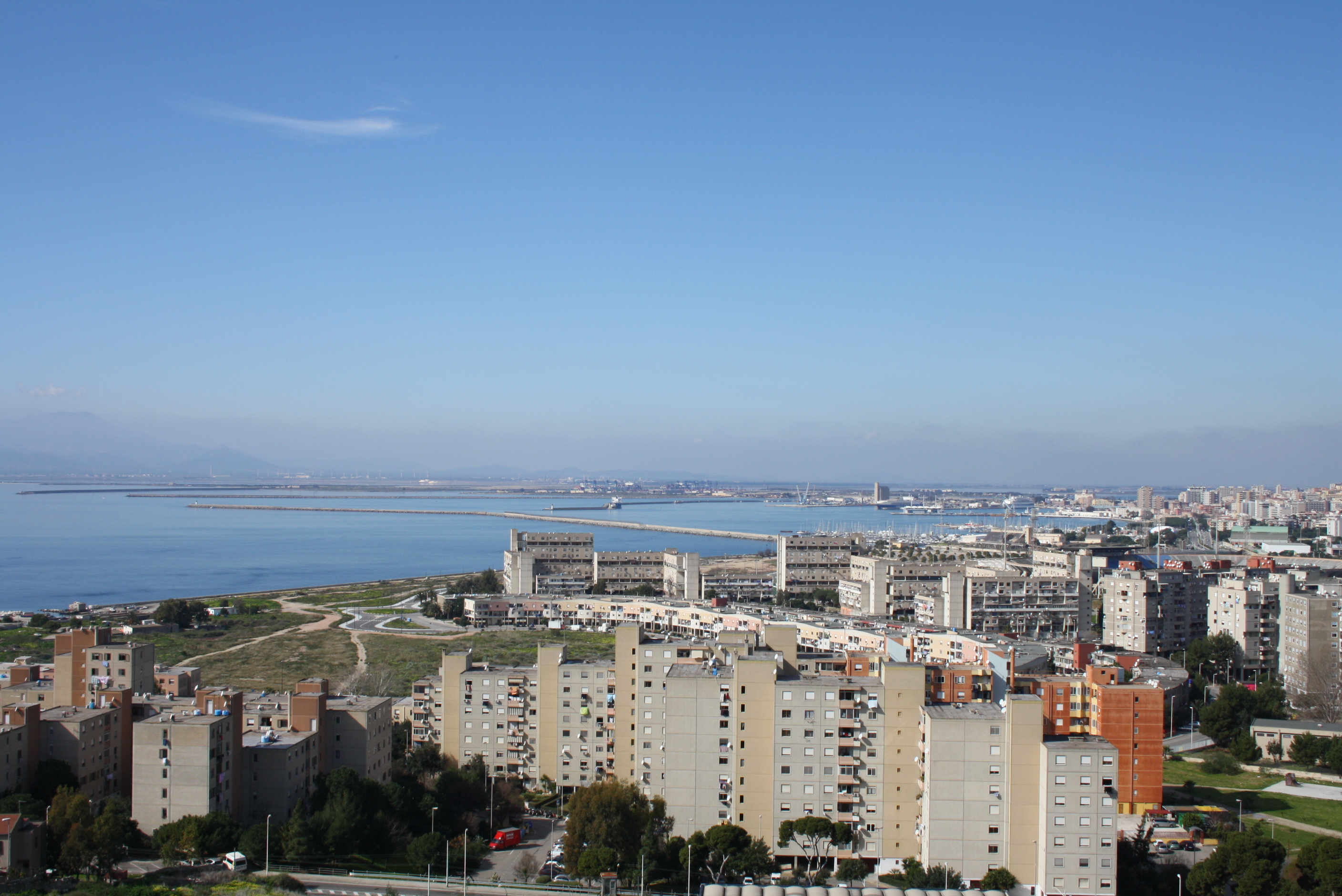
Edilizia residenziale pubblica del quartiere

Sulla terra sottratta al mare che prese il posto del canale dei pescatori venne edificato il complesso del Favero, ispirato al brutalismo delle Unité d'Habitation di Le Corbusier. I lavori, finanziati dalla legge 18 aprile 1962, n. 167 assieme alle vele di Scampia e ai quartieri ZEN di Palermo e Romanina di Roma, iniziarono nel 1975 e si conclusero nel 1978 con la consegna dell'opera all'Istituto Autonomo Case Popolari, che assegnò un anno dopo i 1 256 alloggi. Il quartiere vede poi la costruzione dell'Asse Mediano di Scorrimento ad isolarlo ulteriormente dalla città, già scollegata al quartiere per via dell'assenza di una viabilità adeguata.
Il Nuovo Borgo Sant'Elia si espande con la costruzione di tre nuovi complessi tra gli anni 1980 e gli anni 1990: Le Lame, Le Torri e Gli Anelli. La popolazione cresce di 6 000 abitanti ed è in questo periodo che ha origine la stigmatizzazione del quartiere diventando teatro di criminalità tra furti e occupazione di terreni o edifici, roghi di autovetture, aggressioni e traffico di droga.
Negli anni 2010 viene avviata una riqualificazione del quartiere nel tentativo di porre un freno al degrado, iniziata nel 2012 con la costruzione dell'arena grandi eventi. Nel quartiere sarebbe dovuto sorgere anche un museo di arte nuragica e contemporanea, il Betile, voluto dall'ex presidente della Sardegna Renato Soru ma ostacolato dall'ex Sindaco di Cagliari Emilio Floris e dal vecchio presidente della Regione Autonoma della Sardegna Ugo Cappellacci. Nel 2014 è stato ristrutturato il lungomare, inaugurato dal sindaco Massimo Zedda, mentre dal 2022 un nuovo ponte pedonale collega lo stesso con il padiglione del Sale. Tra le iniziative promosse dal comune vi sono i festival dedicati all'arte di strada (i quali dotato il quartiere di diversi murale ad opera di artisti come Ericailcane) e i progetti di ecosostenibilità, come i plogging organizzati in collaborazione con Marevivo.
A distanza di 40 anni il complesso del Favero si presenta in precarie condizioni igienico-sanitarie tanto da indurre l'amministrazione comunale a valutarne la demolizione, scatenando l'opposizione dei residenti.

## Monumenti e luoghi d'interesse

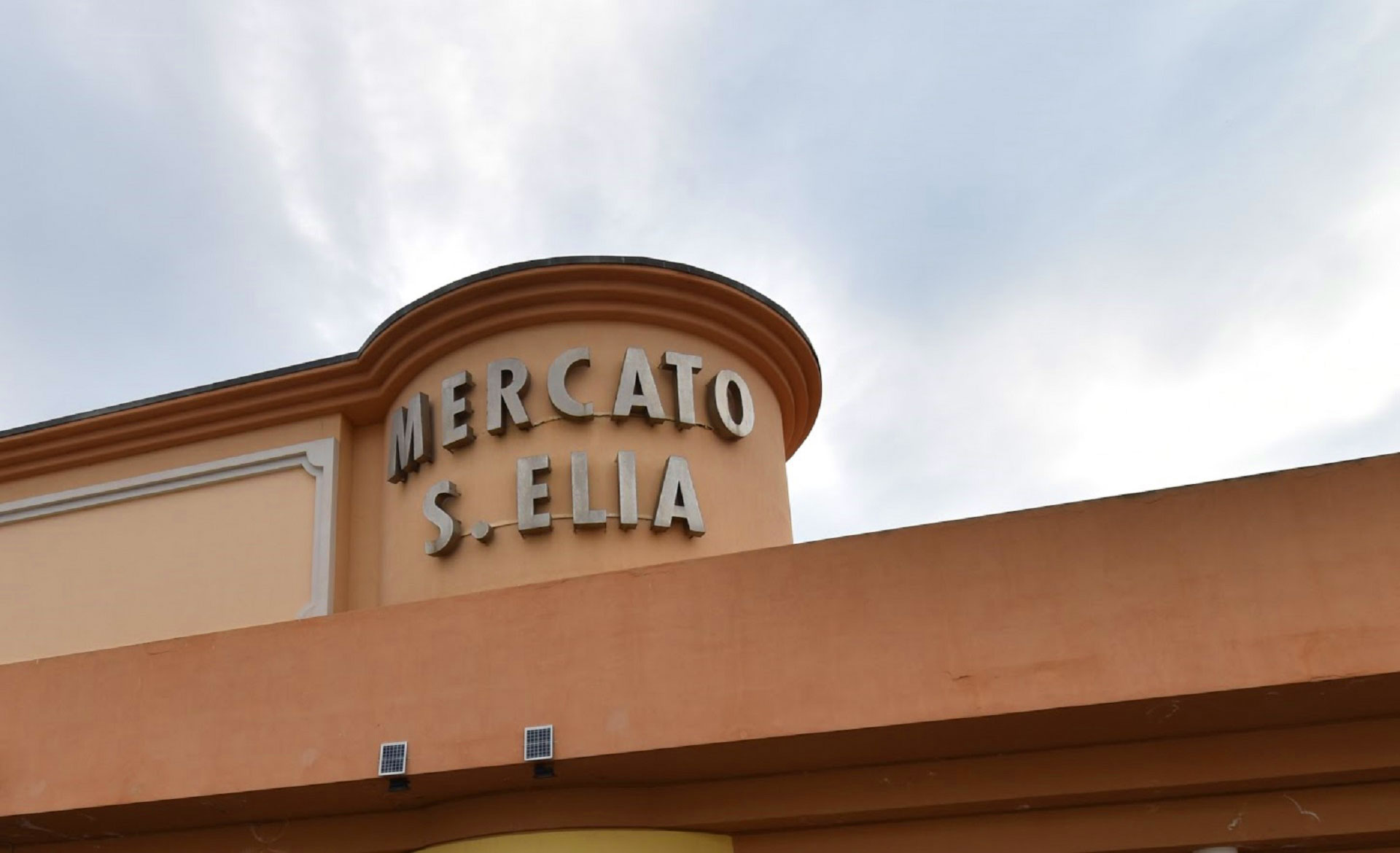
Facciata del mercato civico

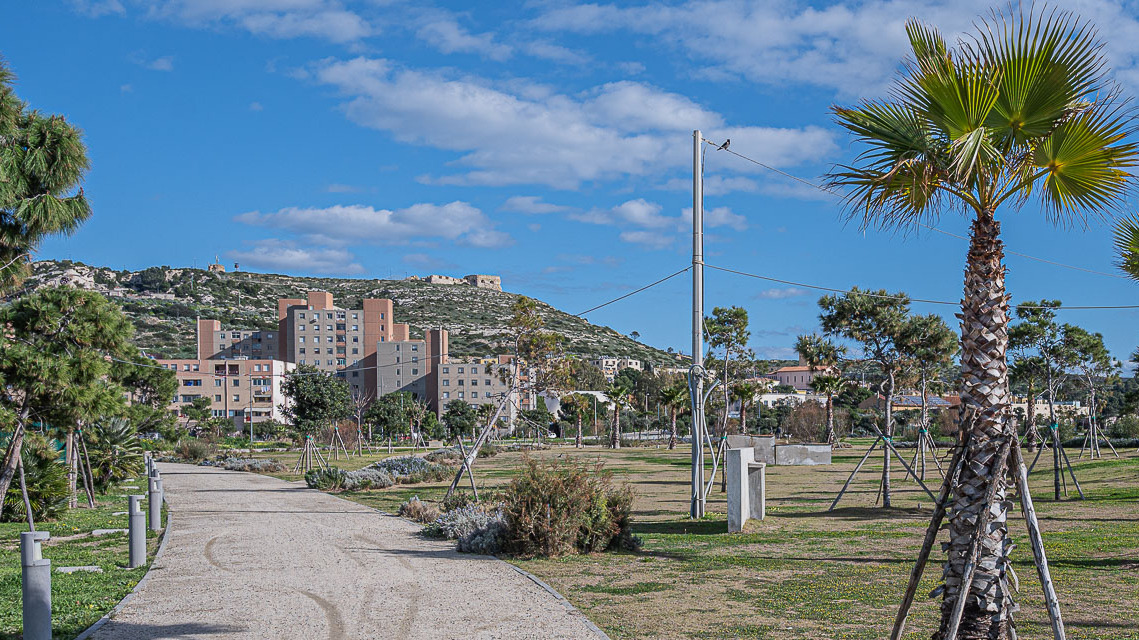
Il parco degli Anelli con il fortino di Sant'Ignazio sullo sfondo

- Mercato civico Sant'Elia: inaugurato il 14 dicembre 1997 per compensare la chiusura dei mercati di via Pola, Santa Teresa e La Palma. Edificato a est dello stadio per una superficie complessiva di 1 700 metri quadrati, è composto da due piani e ospità più di 30 concessionari tra cui un'edicola e un bar.[22]
- Stadio Sant'Elia: impianto sportivo polivalente costruito dopo la vittoria dello scudetto della Serie A 1969-1970 da parte del Cagliari Calcio, ha ospitato alcune partite dal campionato mondiale di calcio 1990.
- Unipol Domus: stadio inaugurato nel 2017 contestualmente alla dismissione del precedente impianto e sorto a fianco allo stesso.[23]

### Aree naturali
- Parco degli Anelli: inaugurato nel 2019 e progettato da João Ferreira Nunes, si estende per 15 ha. Sorge dal recupero di una zona di degrado urbano nella quale sono stati piantati 500 nuovi alberi,[24] i quali vengono innafiati con acque reflue trattate.[25] È posizionato a sud dell'arena grandi eventi e al suo interno sono presenti piste ciclabili e tappeti erbosi, questi ultimi per un'estensione di circa 27 000 m². La sua flora è composta prevalentemente da Pinus halepensis, Chamaerops humilis, Olea europaea e specie botaniche spontanee della macchia mediterranea.[26] Il parco permette poi di accedere all'ipogeo adiacente al Lazzaretto di Cagliari, utilizzato come rifugio antiaereo durante la seconda guerra mondiale. Dotato di due ingressi, è lungo 50 m e poteva ospitare fino a 480 persone. Gli studi speleologici effettuati hanno rivelato l'antichità del cunicolo suggerendo possa essere stato utilizzato come rifugio già durante la spedizione francese in Sardegna.[27]
- Parco Jovanotti: intitolato al cantautore toscano che nel 2008 donò diversi alberi alla città, è stato inaugurato il 29 marzo 2021 dal primo cittadino Paolo Truzzu. Nasce dalla riqualificazione di una zona distrutta da un incendio boschivo divenuta poi una discarica, è formata da un parco giochi e un campo da pallacanestro in un'area di 3 000 m² dotata di illuminazione pubblica con lampade a LED.[28]

## Società
Fa registrare il maggior numero di cittadini in avvicinamento all'età per il pensionamento di vecchiaia in rapporto a coloro che si affacciano nel mondo del lavoro con un ricambio di oltre il 10%, presentando di conseguenza un alto indice di dipendenza. Quest'ultimo è accentuato dall'età media piuttosto bassa dovuto all'alto tasso di fecondità totale, rendendo parecchio basso l'indice di vecchiaia.
I nuclei familiari sono i più numerosi della città, con una media di quasi 2 componenti e mezzo, è poi qui che si registra la più importante presenza di coniugati in rapporto ai celibi, questi ultimi spesso stigmatizzati dagli stessi residenti. L'indice di mascolinità è basso, i cittadini giovani sono prevalentemente uomini mentre quelli anziani sono principalmente donne.
La fascia di età scolare universitaria — tra i 19 e i 25 anni — è stata la più rappresentata della città per un decennio, nonostante si riscontri una forte dispersione scolastica, nonché un'importante tasso di disoccupazione.

### Evoluzione demografica
Abitanti censiti

Negli ultimi due decenni risulta essere il quartiere che più si è spopolato con una flessione in negativo di quasi il 30%.

### Etnie e minoranze straniere
Il quartiere fa registrare il minor numero di immigrati residenti della città, i pochi presenti sono kirghisi e indiani, prevalentemente di età avanzata.

## Infrastrutture e trasporti

### Strade

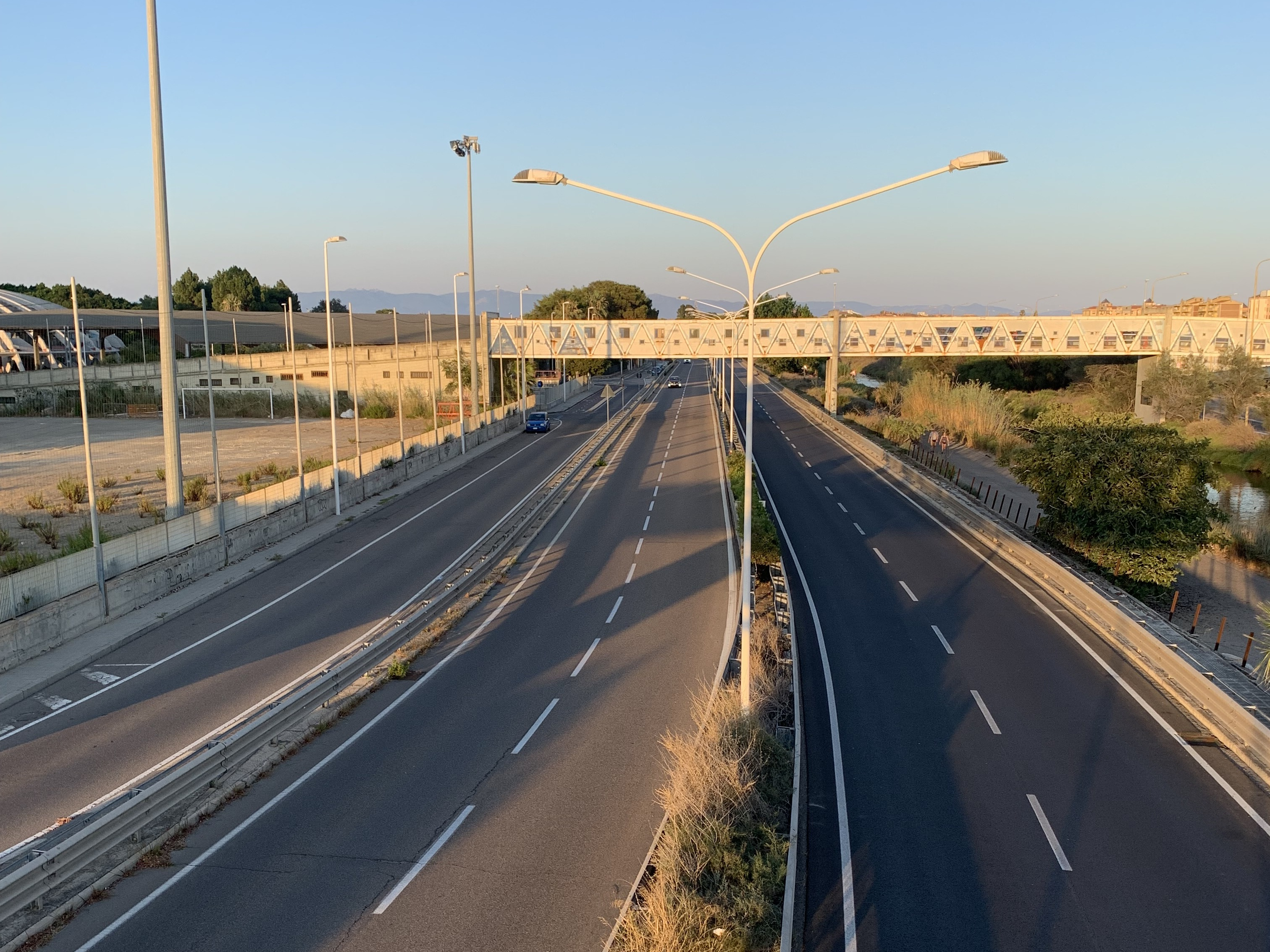
L'Asse Mediano di Scorrimento davanti allo stadio Sant'Elia

L'Asse Mediano di Scorrimento, ostacolo fisico che lo separa dalla città, ne segna anche il confine nord del quartiere. Allo stesso si ricongiungono le vie intitolate a Salvatore Ferrara ed Emanuele Pessagno, a doppia carreggiata e parte di un più ampio progetto di collegamento dello stadio. Le più importanti strade urbane del quartiere sono via Piero Schiavazzi e via Samuele Utzeri, che circondano il complesso del Favero.

### Mobilità urbana
Il trasporto pubblico locale serve la zona tramite gli autobus del CTM, in servizio sulla linea 6 avente capolinea in via Piero Schiavazzi.